# Siège de Gijón
Guerre d'Espagne
Le siège de Gijón est une des premières batailles de la Guerre d'Espagne, qui a opposé les forces nationalistes aux troupes républicaines. Elle s'est déroulée entre le 19 juillet 1936, au lendemain du coup d'État, jusqu'au 16 août, et s'est soldée par la victoire des républicains. La faiblesse des effectifs nationalistes, qui n'étaient pas plus de 180 soldats et gardes civils, qui résistèrent aux assauts des milices républicaines a été récupéré par la propagande franquiste. 

## Contexte
L'insurrection des nationalistes du 18 juillet n'a que peu d'écho dans les Asturies. La province reste majoritairement hostile à Franco. Par la suite, elle est gouvernée par un conseil composé d'officiers, de techniciens et de mineurs et les effectifs des syndicats de la CNT et de l'UGT, qui s'élèvent à plus de 70 000 membres, forment la colonne vertébrale de milices disciplinées. Le 19 juillet, la garnison d'Oviedo, dirigée par le général Antonio Aranda, répond à l'appel de Franco. En quelques heures, elle se rend maître de la ville, prenant par surprise les autorités républicaines et forme une enclave rebelle défendue par 4 000 hommes. 
Dans le port de Gijón cependant, le gouverneur militaire, le colonel Antonio Pinilla, soulève ses troupes, mais son mouvement ne rencontre qu'un faible écho : quand il déclare publiquement son adhésion à la rébellion, le matin du 20 juillet, et commence à occuper les édifices publics, il se retrouve en grande infériorité numérique face aux troupes loyales à la république et il ne réunit pas autour de lui plus de 180 soldats et miliciens. De plus, une grande partie de la garnison se rend d'elle-même aux autorités gouvernementales.
En revanche, les milices de l'UGT et de la CNT sont déjà armées depuis la veille - quoique de façon inégale. Par manque de rapidité et d'efficacité, les rebelles de Gijón ont donc perdu l'atout de la surprise. Les milices anarchistes, alertées, accourent toujours plus nombreuses. Le commandement républicain décide alors de mettre complètement fin à la rébellion à Gijón, dont le port sur la mer Cantabrique est d'une grande importance, avant toute autre opération contre Oviedo. Ce sont donc les hommes de Pinilla qui, durant un mois, se trouvent en première ligne et subissent les assauts des troupes asturiennes.
Pinilla est complètement isolé, dans la mesure où il ne peut attendre d'aide immédiate des forces de l'armée du Nord du général Mola, stationnées fort loin de Gijón. Il décide donc de concentrer la résistance à la caserne du Simancas, qui porte le nom du régiment Simancas no 4 qui y a son siège, et à la caserne du Zapadores, plus petite : c'est là que s'installent les 180 soldats rebelles.

## Combats
À cause de la mauvaise qualité de leurs armes, les républicains subissent d'importantes pertes les premiers jours, entre le 22 et le 24 juillet. En revanche, ils ont de grandes réserves de dynamite, qu'ils décident alors d'utiliser. Les attaques à la dynamite provoquent d'importants dommages à la caserne, dont les bâtiments n'ont absolument pas été prévus pour soutenir un siège. De plus, les rebelles finissent par se retrouver très rapidement à court de réserves de nourriture et, surtout, d'eau. Pinilla, au courant du siège de l'Alcázar de Tolède, espère également être secouru par les troupes nationalistes. Le 29 juillet apparaît devant le port de Gijón le croiseur Almirante Cervera, aux mains des nationalistes, mais il ne peut se servir de ses canons pour soutenir la caserne du Simancas sans crainte de toucher les hommes de Pinilla. Les pertes ne sont pas compensées par l'arrivée de troupes fraîches, tandis que la troupe des républicains se fait plus nombreuse, malgré les pertes. 
Le 1er août reprennent les opérations des républicains, qui envoient l'aviation bombarder la caserne dès le lendemain. Le 12 août, ils entament le creusement d'un tunnel. Le cuirassé España (anciennement appelé Alfonso XIII) et le destroyer Velasco prennent la relève du croiseur Almirante Cervera, sans que la marine nationaliste puisse apporter une meilleure aide aux assiégés. Entre le 16 et le 20 août, les attaques reprennent avec violence et, le 21, les milices arrivent à entrer dans la caserne, mettant en déroute les derniers défenseurs, exécutant sommairement les officiers survivants. Dans ces derniers instants et juste avant de mourir, le colonel Pinilla envoie un message aux unités navales pour leur ordonner d'ouvrir le feu sur la caserne « Tirez-nous dessus : l'ennemi est entré ». Son ordre n'est cependant pas respecté.

## Conséquences

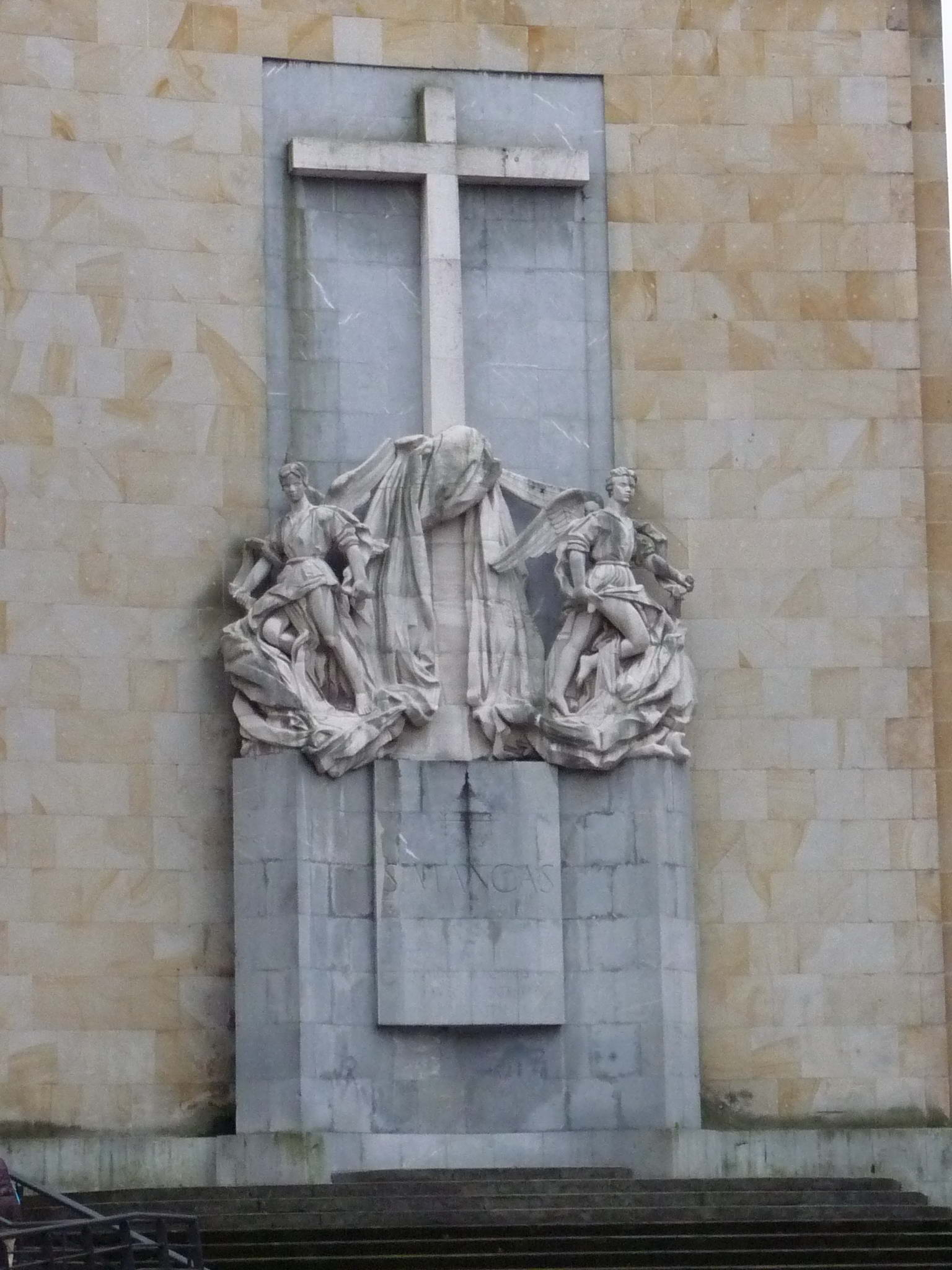
Monument aux « héros du Simancas », par Manuel Álvarez Laviada (1958).

Avec la chute de la caserne, l'échec des rebelles est total dans la ville de Gijón. Cependant, il faut souligner que les défenseurs de la garnison, qui ont en fin de compte été peu nombreux, ont résisté longtemps aux miliciens républicains, qui ont dû concentrer des forces importantes pour ce résultat. Ces forces ont manqué aux républicains pour réduire la garnison d'Oviedo, dont le soulèvement reste un succès, ou contenir l'avancée des nationalistes en Galice, qui tombe complètement entre les mains de ces derniers.
Les troupes rebelles entrent dans Oviedo le 18 octobre 1936, mais n'attaquent pas Gijón. La ville est soumise un an plus tard durant la campagne du nord qui a pour objectif de réduire la zone républicaine nord. Gijón reste le dernier bastion républicain à tomber, le 21 octobre 1937.